# First Mission
First Mission – pierwszy album studyjny szwedzko-niemieckiego duetu Macrocosm, wydany w 2002 przez szwajcarską wytwórnię Hypersound Productions. Zawartość płyty stanowią utwory napisane, zaaranżowane i wyprodukowane oddzielnie w prywatnych studiach nagraniowych autorów, Marco Rochowskiego i Andersa Lundqvista. Wyjątkiem jest utwór tytułowy, będący owocem współpracy obu kompozytorów, komunikujących się przez Internet. Autorem okładki jest Mike Henderson. Muzycznie album stanowi przegląd klasycznych sposobów tworzenia muzyki spacesynth od wczesnych prób Cyber People w utworze Cyper Space, aż do dominującej na albumie metody Michiela van der Kuya, co najbardziej słychać w utworze Virtual Voltage, inspirowanym przebojem Laserdance Power Run. 

## Spis utworów
1. "Secret Universe" (Marco Rochowski) – 6:45
2. "Magic Miles" (Anders Lundqvist) – 6:42
3. "Virtual Voltage" (Marco Rochowski) – 5:42
4. "Silent Warriors" (Marco Rochowski) – 7:34
5. "Cyper Space" (Anders Lundqvist) – 6:40
6. "Lightyears to go" (Marco Rochowski) – 6:33
7. "First Mission" (Marco Rochowski Anders Lundqvist) – 6:42
8. "Keeper of Secrets" (Anders Lundqvist) – 5:20
9. "Fields of Fire" (Marco Rochowski) – 6:12
10. "Zero Gravity" (Anders Lundqvist) – 9:22
11. "Leaving the New World" (Marco Rochowski) – 5:36